# Smeia
Smeia là một chi bọ cánh cứng trong họ Chrysomelidae.
Chi này được miêu tả khoa học năm 1848 bởi Lacordaire.

## Các loài
Chi này gồm các loài:
- Smeia braunsi Medvedev, 1993